# Маточина
 Тази статия е за вида растения.  За селото в България вижте Маточина (село).  
Маточината (Melissa officinalis) е многогодишно тревисто растение от семейство Устноцветни, растящо в Южна Европа и Средиземноморието.

## Особености
На височина достига 70 – 150 cm. Листата имат лека миризма на лимон. В края на лятото се появяват малки цветове, пълни с нектар. Те привличат пчели, откъдето идва и наименованието на растението – Melissa (гр. „пчела“).

## Разпространение и използване
За родина на маточината се смятат земите около Средиземно море. Култивира се в много страни на Европа и Северна Америка. В България расте в храсталаци и редки гори, по тревисти и каменисти места из цялата страна.
Надземната част на маточината е използвана от древните гърци и римляните заради приятния ѝ освежителен мирис, напомнящ този на лимонова кора. Ароматът се дължи на терпените цитронелал, цитронелол, цитрал и гераниол. В България се използва за приготвяне на чай, а отделно – за приготвяне на болета и ликьори. Също така традиционно маточината е използвана за улавяне на рояци от диви пчели или нови рояци, отделящи се от стар кошер.

## Други
На маточината е наречена улица в квартал „Драгалевци“ в София (Карта).